# Гизенга, Антуан
Антуан Гизенга (фр. Antoine Gizenga; 5 октября 1925, Mushiko, Бельгийское Конго, Бельгия или Mushiko, Лулуа — 24 февраля 2019, Киншаса) — конголезский политик, премьер-министр Демократической Республики Конго с 30 декабря 2006 по 10 октября 2008 года.
В 1960 и 1961—1962 годах — заместитель премьер-министра, с 13 декабря 1960 по 5 августа 1961 года — премьер-министр, а с 31 марта 1961 по 5 августа 1961 года глава самопровозглашенной Свободной Республики Конго в Стэнливилле (сейчас Кисангани), оппозиционного официальному правительству Жозефа Касавубу.
Соратник Патриса Лумумбы, первого премьер-министра Республики Конго, вице-премьер в его правительстве. После убийства Лумумбы и ряда его высокопоставленных сторонников в январе 1961 года возглавил правительство Конго, базирующееся в Стэнливилле и признанное в феврале 1961 года 21 африканской, азиатской и восточноевропейской страной.
С января 1962 по июль 1964 года и с октября 1964 по ноябрь 1965 года находился в заключении, а в 1965—1992 годах — в изгнании. После возвращения в Демократическую Республику Конго в 1990-е вновь стал играть заметную роль в политической жизни страны. На президентских выборах 2006 года был кандидатом от левой Объединённой лумумбистской партии (PALU) и занял третье место (после Жозефа Кабилы и Жана-Пьера Бемба) с 13,06 % голосов.
Вскоре после оглашения результатов первого тура выборов Гизенга подписал соглашение с Жозефом Кабилой, пообещав ему свою поддержку во втором туре в обмен на назначение представителя Объединённой лумумбистской партии на восстановленный по конституции 2005 года пост премьер-министра страны.
30 декабря 2006 года новоизбранный президент Кабила подписал декрет о назначении Гизенги председателем правительства ДРК. Спустя 45 лет 81-летний ветеран конголезской политики вновь занял второй по значению пост в государстве. В 2007 году, вероятно, назначил вымышленного персонажа Касонго Илунгу министром в своём правительстве. Подал в отставку 25 сентября 2008 года.
Умер 24 февраля 2019 года в Медицинском центре Киншасы в возрасте 93 лет.